# 普安县 (西魏)
普安县，中国古县名。
西魏时，由南安县改为普安县，为普安郡治所，在今天四川省剑阁县。唐朝时，为剑州治所。元朝至元二十年（1283年），废剑门县入普安县。明朝洪武六年（1373年），省普安县入剑州。